# Crocidura nigripes
Crocidura nigripes — вид ссавців родини Soricidae. Це ендемік північного та центрального Сулавесі, Індонезія, де він живе на підлозі тропічних лісів.

## Опис
Сулавеська чорнонога землерийка — невеликий вид білозубої землерийки; у нього відсутні відкладення заліза в емалі зубів, які спостерігаються у червонозубої землерийки. Спинне хутро коротке й оксамитове, сірувато-коричневе або червонувато-коричневе, а низ блідіший. Вуха виступають, ноги короткі, ступні чорні, а хвіст довгий і вкритий розсипом довгих волосків.

## Поширення і середовище проживання
Сулавеська чорнонога землерийка є ендеміком острова Сулавесі в Індонезії. Зустрічається в центральній і північній частині острова на висоті приблизно до 3000 м над рівнем моря. Середовищем його існування є поверхня рівнинних і гірських тропічних лісів, де він шукає їжу серед листя. Вважається, що він веде нічний спосіб життя, але про його звички та життєвий цикл відомо дуже мало.